# Typhlogastrura mendizabali
Typhlogastrura mendizabali is een springstaartensoort uit de familie van de Hypogastruridae. De wetenschappelijke naam van de soort is voor het eerst geldig gepubliceerd in 1930 door Bonet.